# Calligonum zaissano-muravljanskyi
Calligonum zaissano-muravljanskyi är en slideväxtart som beskrevs av Yu. D. Soskov. Calligonum zaissano-muravljanskyi ingår i släktet Calligonum och familjen slideväxter. Inga underarter finns listade i Catalogue of Life.